# اهواگنانسو (بواکه)
اهواگنانسو (بواکه) (به لاتین: Ahougnansou (Bouaké)) یک منطقهٔ مسکونی در ساحل عاج است.